# (En) El séptimo día
«(En) El séptimo día» (también llamada «En el séptimo día» o solo «El séptimo día») es una canción de la banda de rock argentina Soda Stereo, escrita por Gustavo Cerati y lanzada como tercer sencillo del exitoso quinto álbum de estudio de la banda Canción animal de 1990. Fue lanzada como la primera canción del álbum. En ella se puede apreciar el estilo más roquero que adoptó la banda con respecto a sus álbumes anteriores. Con ella se iniciaron la mayoría de los conciertos de la extensa gira musical de presentación del disco, llamada Gira Animal.
Es considerada como una de las canciones clásicas y más populares de la banda, siendo interpretada en la mayoría de los conciertos de la banda que sucedieron su lanzamiento. En la primera parte de Gira Animal (1990 - 1992) los conciertos arrancaban con esta canción, en Gira Dynamo (1992 - 1993), en la gira El Último Concierto (1997) y en la gira Me Verás Volver (2007).

## Composición y análisis
Musicalmente es una muestra del sonido hard rock que predomina en el álbum Canción animal. Comienza con la batería a la que rápidamente se le une el riff de guitarra eléctrica, que aparece en gran parte del tema, seguida del bajo. Es el tema más demandante de la banda por su ritmo de 7x8, una métrica poco convencional en el género.

## Versiones
Entre las versiones más conocidas están:
- En El último concierto A, comienza de inmediato el riff de guitarra eléctrica y luego se le une la batería y el bajo. Pero es necesario precisar que al igual como ocurrió en el caso de la canción «Paseando por Roma», tanto para el disco en vivo como para el DVD, se utilizó el audio del concierto en Chile y no el de Argentina.

- En el álbum Gira me verás volver, la canción es muy parecida a la original. Comienza con la batería y luego, se le unen la guitarra eléctrica y el bajo pero más roquera (una de las características principales de esta gira).

- La versión que hizo la banda chilena de metal experimental Sinergia en el álbum Gracias... Totales: tributo bizarro a Soda Stereo (en homenaje a la frase de despedida de Gustavo Cerati en la gira El Último Concierto). También aparece una versión más completa en su disco demo Apoyando la demencia de 1998.

- Un espectáculo del Cirque du Soleil lleva el mismo nombre de la canción. El mismo espectáculo (Sép7imo Día, No Descansaré), después de comenzar su gira por Argentina, tiene previsto visitar otras localidades y países. En aquella gira no estarán los exintegrantes de Soda Stereo, Charly Alberti y Zeta Bosio.

## Listado de canciones
| Disco de vinilo promocional de 7 pulgadas |                       |          |  |
| N.º                                       | Título                | Duración |  |
| 1.                                        | «(En) El séptimo día» | 4:23     |  |
| 2.                                        | «De música ligera»    | 3:32     |  |
| 7:55                                      |                       |          |  |

| FLAC |                                     |          |  |
| N.º  | Título                              | Duración |  |
| 1.   | «(En) El séptimo día» (Sép7imo día) | 3:03     |  |

## Créditos y personal

### Miembros originales
- Gustavo Cerati: director de arte, compositor, letrista, vocalista y guitarrista
- Zeta Bosio: director de arte, corista y bajista
- Charly Alberti: baterista

### Artistas invitados
- Daniel Melero: coproductor
- Tweety González: tecladista
- Pedro Aznar: arreglista
- Andrea Álvarez: panderetera
- Peter Baleani: coordinador de producción
- Mariano López: ingeniero de audio